# Finn Bergstrand
Finn Axel Hilding Bergstrand, född 19 juni 1932 i Söderåkra i nuvarande Torsås kommun, är en svensk författare och tidigare diplomat. Som författare har han ofta använt sig av pseudonymen Måns Ripa.

## Biografi
Finn Bergstrand bodde som barn i Söderåkra i sydöstra Småland, där hans far var provinsialläkare. När han var nio år gammal skilde föräldrarna sig och Finn följde med modern till Gränna. Han tog studenten på Katedralskolan i Lund, blev pol.mag. vid Lunds universitet 1957 och fil. lic. 1961. I Lund var han kurator i Smålands nation Utrikespolitiska föreningen, Lundaspexarna och Studentsångarna. Under sin yrkesverksamma tid arbetade Bergstrand sedan för Sveriges riksdag och för utrikesdepartementet, bland annat som ambassadör i Maputo och Singapore. Sedan 1995 bor han åter i Lund. 1995-1997 verkade han som Asienkonsult för Lunds universitet. 

## Författare
Finn Bergstrand inledde sin författarbana när han blivit pensionär. Han gick ett par skrivarkurser för författaren Jan Sigurd och gav 2003 ut Vem var Johan Månsson?, en berättelse om svensk-amerikanen Johan Månsson (1821-1913) från Småland, byggd på verkliga händelser. Bergstrand har därefter gett ut ett tjugotal böcker under eget namn eller under pseudonymen Måns Ripa. De senare är oftast kriminalromaner och utspelas i författarens gamla hemtrakter i sydöstra Småland. Även om det förekommer mord, är berättelserna sällan särskild blodiga utan innehåller mera humor och satir. Under eget namn gav Finn Bergstrand ut självbiografin Eftertankar (2021). (Daco 1931-1937 : en svensk tjänstemannarörelse växer fram gavs ut i tryck 2003 men är Bergstrands licentiatuppsats från 1961.)
Pseudonymen Måns Ripa kan härledas till de latinska orden mons=berg och ripa=strand, alltså Bergstrand. Hans mor använde samma alias när hon skrev insändare i tidningen Barometern.